# Horváth Virgil
Horváth Virgil (Budapest, 1972. július 18. – ) magyar színművész. Káldi Nóra színésznő fia.

## Élete és pályafutása
Édesanyja Káldi Nóra színésznő volt, testvére Horváth Barbara dramaturg. Középiskolai tanulmányait 1986-1990 között a budapesti Eötvös József Gimnáziumban folytatta. 1990-1994 között a Színház- és Filmművészeti Főiskola hallgatója volt. 1994-1999 között az Új Színház tagja volt, majd 1999-től szabadúszó színész lett.

## Fontosabb színházi szerepei
- Albert Camus: Caligula (Chaerea) – 2014/2015
- Szabó Borbála: Vicces Királykisasszony? (Búőr ) – 2014/2015
- Örkény István: Kulcskeresők (Benedek) – 2014/2015
- Paul Foster: I. Erzsébet (Férfi, Férfi, Férfi) – 2013/2014
- Az Ördög Szekrénye (Miklós) – 2012/2013
- Herczeg Ferenc: Bizánc (Spiridion, Udvari Főkamarás) – 2012/2013
- Choderlos De Laclos: Veszedelmes Viszonyok (Valmont Vicomte) – 2011/2012
- Szálinger Balázs: A Tiszta Méz (Férj, Férj) – 2010/2011
- Samuel Beckett: Godot-Ra Várva (Lucky) – 2009/2010
- Bertolt Brecht: Kaukázusi Krétakör – Tatabánya (Énekes, Juszuf, Irakli) – 2009/2010
- Márai Sándor: Füveskönyv (Férfi 1) – 2008/2009
- Ludwig Van Beethoven: Fidelio (Fidelio) – 2008/2009
- Rejtő Jenő – Kárpáti Péter: Az Öldöklő Tejcsarnok (Avagy Piszkos Fred Nem Lép Közbe Sajnos) (Névhámos, Navigátor, Fülig Jimmy) – 2006/2007
- Gabriel García Márquez: Száz Év Magány (Aureliano) – 2006/2007
- Bertolt Brecht: A Szecsuáni Jólélek (Jang Szun, Állástalan Repülő ) – 2005/2006
- Anton Pavlovics Csehov: Platonov (Kirill Porfirjevics Glagoljev, Glagoljev Fia) – 2004/2005
- Sarah Kane: 4.48 Pszichózis (Szereplő) – 2004/2005
- Parti Nagy Lajos – Jevgenyij Svarc: A Sárkány (Láncz L. Ottó) – 2002/2003
- Alekszandr Szergejevics Puskin: Borisz Godunov (Önjelölt, Grigorij ) – 2002/2003
- Trevor Griffiths: Komédiások (Gethin Price) – 2001/2002
- Peter Hadke: Az Óra, Amikor Semmit Nem Tudunk Egymásról (Szereplők) – 2000/2001
- William Shakespeare: Julius Caesar (Lucilius, Brutus Szolgája) – 1993/1994

## Film- és tévészerepei
- Csongor és Tünde: "Üdlak" (1995)
- A Valencia rejtély (1995)
- Mohács (1996)
- El nino (2000)
- Komédiások (2000)
- Barátok közt (2008)
- Presszó (2008)
- Válaszcsapás (2013)
- Jóban Rosszban (2014)
- Hacktion: Újratöltve (2014)
- Terápia (2014)
- Az állampolgár (2016)
- Tiszta szívvel (2016)
- Tóth János (2019)